# 布鲁克 (上巴伐利亚行政区)
布鲁克（德語：Bruck，發音：[bʁʊk] ⓘ）是德国巴伐利亚州上巴伐利亚行政区埃伯斯贝格县的市镇，面积21.59平方千米，2023年12月31日人口为1,353人。